# Suchá skvrnitost listů peckovin

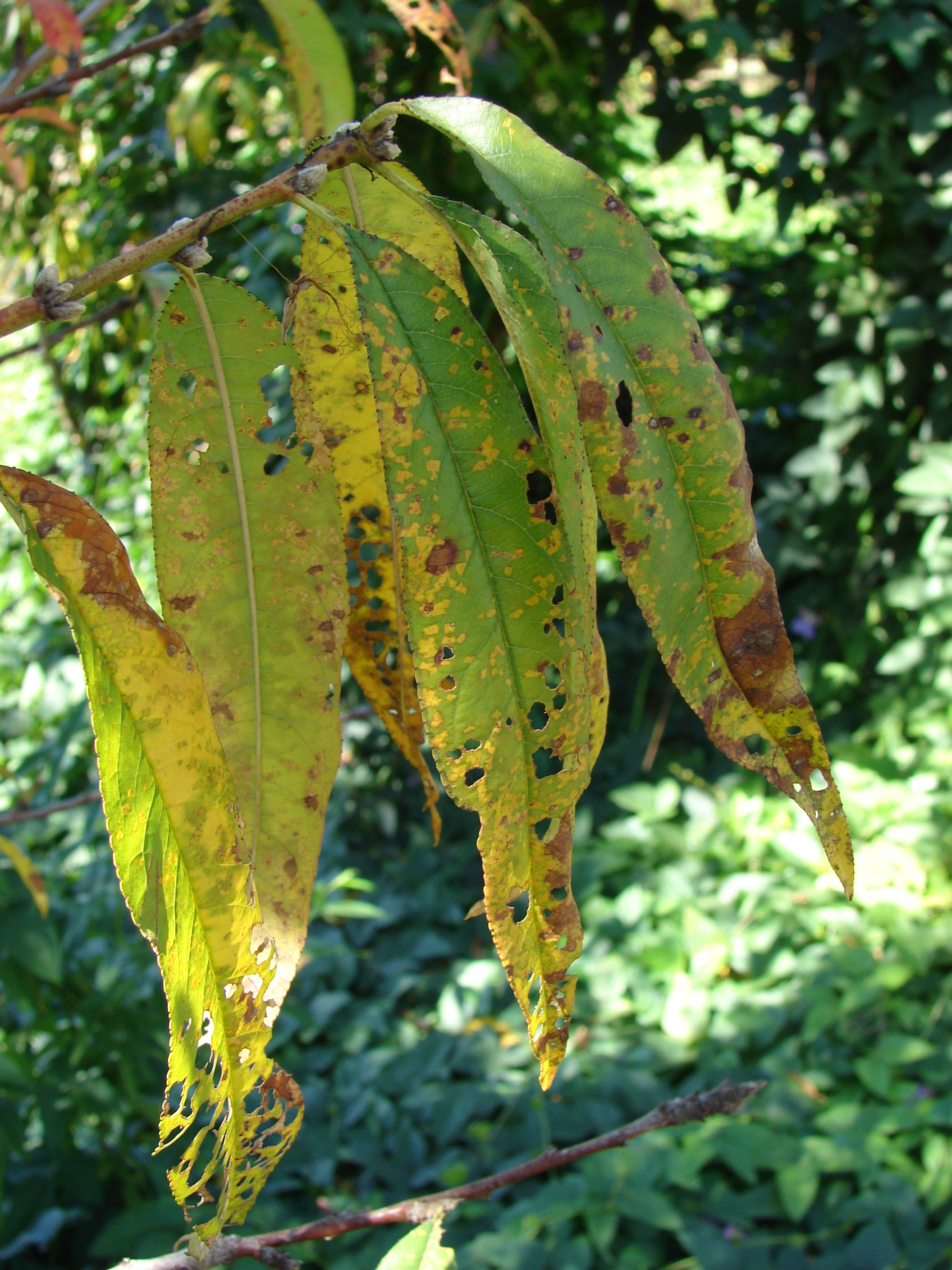
Napadená broskev

Suchá skvrnitost listů peckovin, také odumírání pupenů a skvrnitost plodů broskvoně, je houbová choroba broskvoně způsobená houbou Stigmina carpophila (synonymum Wilsonomyces carpophila, Clasterosporium carpophilum). Choroba se projevuje nekrotizujícími skvrnami na listech a hnědými skvrnami na větévkách. Často se objevuje klejotok. Plody jsou pokryty velkým množstvím skvrn které někdy bývají drsné a zkorkovatělé a pokryté klejotokem. Deště jsou nezbytné pro šíření spor. Onemocnění se podle některých zdrojů šíří především za teplejšího (optimum 15–20 °C) a vlhkého počasí. Podle jiných zdrojů dochází k vývoji a přenosu už při teplotách nad 4 °C. další zdroje uvádí, že ve vlhkých podmínkách mohou spory klíčit i při teplotě nad 2 °C, což může znamenat vhodné podmínky pro zimní infekci pupenů.

## Symptomy
Na listech tvoří okolo 5 mm velké fialovočervené až červenohnědé skvrny s tmavým okrajem. Postupně dochází k nekrotizaci napadeného pletiva. Listy vypadají jako prostřílené broky. Při silném napadení dochází k opadu listů . Na letorostech se tvoří hnědé skvrny a klejotok. Letní spory jsou na spodní straně listů napadených peckovin dobře patrné. Plody jsou pokryty velkým množstvím skvrn.

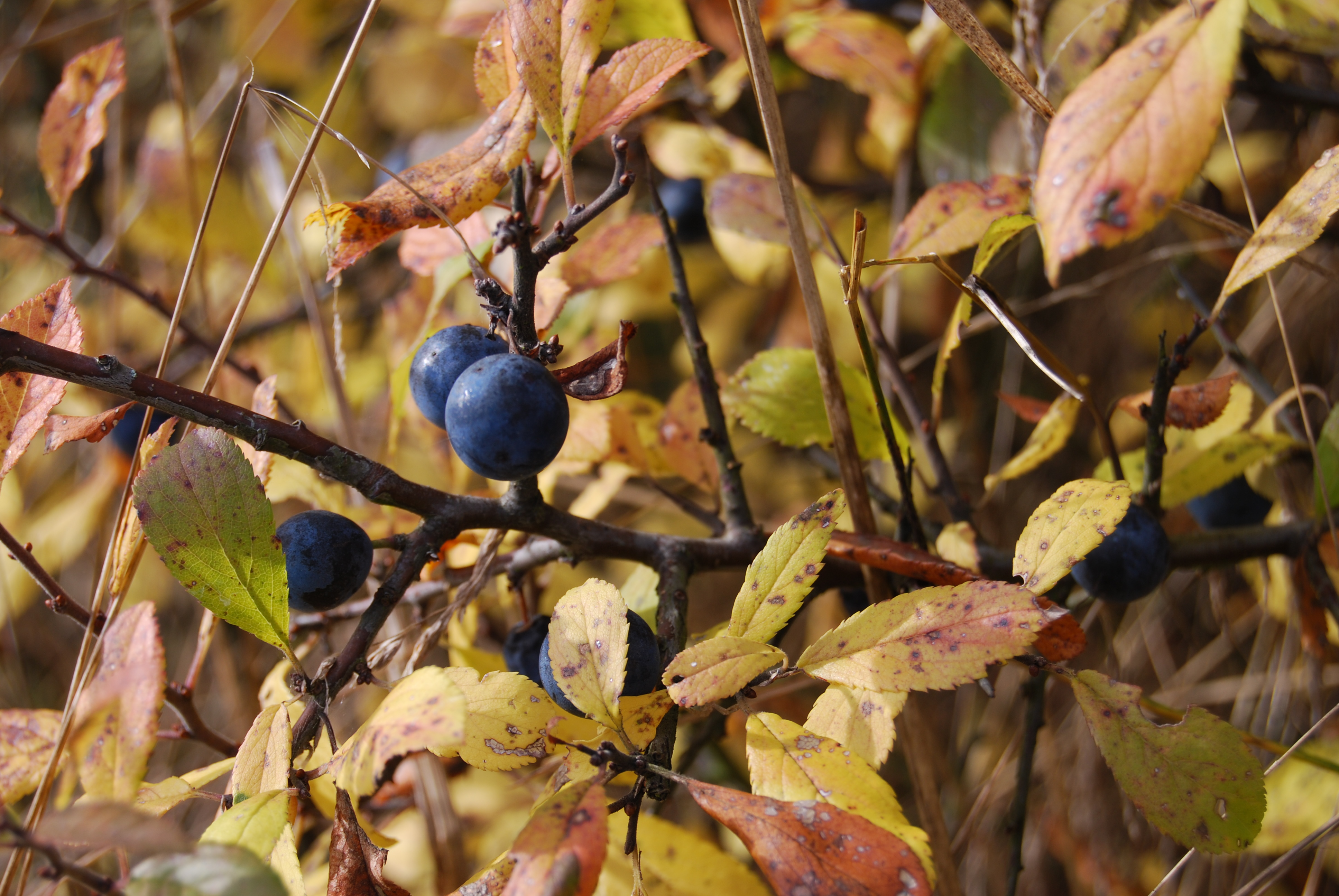
Napadení na trnce

## Výskyt
Choroba napadá všechny druhy peckovin. Suchá skvrnitost se v oblastech bohatých srážkami může vyskytovat na všech peckovinách, zvláště však na třešni, švestce, broskvoni a bobkovišni (Prunus laurocerasus). Je rozdíl v náchylnosti odrůd. K infekci pupenů dochází především za teplých a deštivých období v průběhu podzimu a v předjaří a k napadení plodů v období po odkvětu. Patogen fruktifikuje a k infekcím dochází, pokud nastanou dešťové srážky již při teplotách nad 4 °C.
Klíčící hyfy pronikají prostřednictvím průduchů nebo přímo pokožkou do listových pletiv. Tkáň hostitelské rostliny hnědne a praská. Během 10–14 dnů po období infekce periderm korkovatí a na tkáni se tvoří skvrny, střed tkáně nekrotizuje. Růst hyf je omezen na okraje nemocné tkáně. Za příznivých podmínek hyfy nahrazují hostitelské epidermální buňky a tvoří sporodochia. Sporodochia sestávají z hyf, a četných konidií. V dalším roce se přezimované spory větrem přenáší na zdravé tkáně z listů a mumifikovaných plodů.

## Ochrana rostlin

### Prevence
Napadení pupenů je možno omezit ošetřením měďnatým fungicidem v období opadu listů, případně za velmi teplých period v průběhu zimy a v předjaří. Proti chorobě zpravidla postačí aplikace fungicidů použitých k ošetření proti kadeřavosti broskvoně.
Vhodné je shrabání a spálení napadeného listí. Snižovat vlhkost v koruně pomůže pravidelný řez.
Podle ekologických pokynů lze při rašení je doporučováno provádět postřiky přesličkovým odvarem a případné postřiky česnekovým výluhem. Vyvarujte se zálivky postřikem.

### Doporučované přípravky
Seznam podle sadar-amater.estranky.cz.

#### S platným povolením použití
- Champion 50 WP (účinná látka hydroxid měďnatý)

#### S ukončeným povolením použití
- Kuprikol 50, Kuprikol 250 SC (účinná látka oxychlorid mědi, zákaz prodeje 1.7.2020[8])
- Baycor 25 WP (účinná látka Bitertanol, zákaz prodeje 30.06.2012[8])
- Dithane M 45 (účinná látka Mankozeb, zákaz prodeje 04.01.2022[8])
- Dithane DG Neotec (účinná látka Mankozeb, zákaz prodeje 04.01.2022[8])
- Talent (účinná látka Myklobutanil, zákaz prodeje 16.01.2022[8])
- Syllit 65 WP (účinná látka Dodin, zákaz prodeje 11.05.2016[8])

### Ošetření při výskytu
Odstraňovat napadené plody, letorosty a listy.